# Granrodeo
Granrodeo (toujours titré en capitales : GRANRODEO) est un groupe de rock japonais formé en 2005, spécialisé dans la musique d'anime. Il est composé du chanteur (et seiyū) Kishō Taniyama (alias "Kishow") et du guitariste Masaaki Iizuka ("E-Zuka"). Les chansons de ses singles ont souvent été utilisées comme générique de séries anime (dont Koi Suru Tenshi Angelique, Kurokami, Bungo Stray Dogs Togainu no Chi, Kuroko no Basket, Code: Breaker, Karneval...), ainsi que de quelques jeux vidéo (dont Angelique Maren no Rokukishi...).

## Discographie

### Albums
Albums originaux
1. 2007/12/15 : Ride On The Edge (classé 26e à l'oricon)
2. 2008/09/24 : Instinct (classé 18e)
3. 2009/10/28 : Brush the Scar Lemon (classé 14e)
4. 2011/04/06 : Supernova (classé 13e)
5. 2012/10/10 : Crack Star Flash (classé 3e)
6. 2014/09/24 : Karma to Labyrinth (カルマとラビリンス?)

Compilations
1. 2012/02/15 : Granrodeo B‐side Collection "W" (classé 25e)
2. 2013/03/06 : Granrodeo Greatest Hits -Gift Registry- (classé 9e)